# Eueana
Eueana là một chi bướm đêm thuộc họ Geometridae.

## Các loài
- Eueana niveociliaria (Herrich-Schäffer, 1870)
- Eueana simplaria Herbulot, 1986